# HD 73634
e Velorum (e Vel / HD 73634 / HR 3426) es una estrella de magnitud aparente +4,14 en la constelación de Vela, que representa la vela del mítico Argo Navis en el que viajaron Jasón y los Argonautas.
De acuerdo a la nueva reducción de los datos de paralaje de Hipparcos, se encuentra aproximadamente a 1820 años luz de distancia del sistema solar.
Catalogada como de tipo A6II, e Velorum pertenece al grupo de las gigantes luminosas, estrellas con características intermedias entre las gigantes y las supergigantes. Dentro de éstas, las gigantes luminosas de tipo espectral A son muy poco frecuentes, siendo e Velorum la más brillante de ellas, por delante de N Carinae y n Velorum —esta última en esta misma constelación—, que también forman parte de este reducido grupo.
Con una temperatura efectiva de 8102 K, e Velorum, como corresponde a una estrella de sus características, es una estrella muy luminosa. Aunque su luminosidad es 6120 veces mayor que la luminosidad solar, ésta queda lejos de la de supergigantes blancas como Deneb (α Cygni) o ν Cephei.
Tiene una masa estimada 8 veces mayor que la masa solar.
Su radio es 32 veces mayor que el radio solar. La velocidad de rotación medida (0 km/s) sugiere que su eje de rotación debe estar casi apuntando hacia la Tierra.